# Pere V del Congo
Pedro V Nvitila a Nkanga Ndo Mpetelo (m. 1779) va ser un awenekongo (governant titular) del regne del Congo entre 1763 i 1764, considerat posteriorment com a usurpador.
Pertanyia a la facció dels Kimpanzu i va succeir en el tron Sebastião I Kia Nkanga Nkanga, un rei del Kanda Kinlaza sota la regla d'alternança introduïda a principis de segle per Pere IV del Congo. Tanmateix, el maig de 1764 la noblesa descontenta es va revoltar contra ell i el va substituir per Álvaro XI, del clan Kinlaza i oposat a la rotació imposada des de 1718.
Pedro es va refugiar a Mbamba Lovata amb els seus seguidors i es va proclamar únic rei legítim, mantenint la reclamació sobre el regne del Congo fins a la seva mort el 1779.